# Philonotis speirophylla
Philonotis speirophylla är en bladmossart som beskrevs av Hugh Neville Dixon 1918. Philonotis speirophylla ingår i släktet källmossor, och familjen Bartramiaceae. Inga underarter finns listade i Catalogue of Life.